# Carlo II Tocco
Carlo II Tocco, död 1448, var despot av despotatet Epirus 1429–1448. Han var son till Leonardo II Tocco.